# Santo Domingo Ayotlicha
Santo Domingo Ayotlicha är en ort i Mexiko.   Den ligger i kommunen Tlapanalá och delstaten Puebla, i den sydöstra delen av landet, 100 km sydost om huvudstaden Mexico City. Santo Domingo Ayotlicha ligger 1 453 meter över havet och antalet invånare är 772.
Terrängen runt Santo Domingo Ayotlicha är kuperad västerut, men österut är den platt. Runt Santo Domingo Ayotlicha är det ganska tätbefolkat, med 75 invånare per kvadratkilometer. Närmaste större samhälle är Izúcar de Matamoros, 17,9 km sydost om Santo Domingo Ayotlicha. I omgivningarna runt Santo Domingo Ayotlicha växer huvudsakligen savannskog.